# Kinder Bueno
Kinder Bueno (kinder nemačka reč za dete i bueno španska reč za dobro) je slatkiš koji je napravio italijanski proizvođač Ferero. Kinder Bueno je vafel punjen kremom od lešnika i preliven čokoladom. Prodaje se u pakovanjima od po dva, tri, šest, ili u kutijama od po dvanaest.

## Počeci
Kinder Bueno se prvi put pojavio u Italiji 1991. godine. Od tada je dostupan širom sveta (Latinska Amerika, Malezija, Holandija, Portugal, Michele Ferrero bio je sin proizvođača čokolade. Maštao je o kreiranju čokolade za djecu i za one koji su djeca u srcu, bez obzira na dob. I tako je kreirana ukusna slastica s naglašenim obiteljskim vrijednostima: Kinder Chocolate.
To je bio prvi proizvod iz velikog asortimana Kinder slatkiša koji imaju posebnu ulogu u životima djece i njihovih roditelja.Francuska, Španija, Italija, Singapur, Australija, Engleska, Rumunija, Srbija, Hrvatska , Mađarska, Slovenija, Kina..).

## Naziv
Michele Ferrero bio je sin proizvođača čokolade. Maštao je o kreiranju čokolade za djecu i za one koji su djeca u srcu, bez obzira na dob. I tako je kreirana ukusna slastica s naglašenim obiteljskim vrijednostima: Kinder Chocolate.
To je bio prvi proizvod iz velikog asortimana Kinder slatkiša koji imaju posebnu ulogu u životima djece i njihovih roditelja.

## Proizvodnja
Kinder Bueno se proizvod u Fererovim pogonima u Vile Rekalu, Francuska i u Varšavi, Poljska.